# 井川一久
井川 一久（いかわ かずひさ、1934年 - ）は、日本のジャーナリストである。元朝日新聞記者。

## 人物
愛媛県に生まれる。1970年から、アジア総局員としてプノンペン常駐。1991年、ハノイ初代支局長を経て1992年から外報部編集員。
1980年代、カンボジア虐殺問題を巡って、鵜戸口哲尚等と論争。中でも日本読書新聞の「無責任な発言に奔走するジャーナリストを批判せよ」と題する鵜戸口の論文に激怒。井川は「真実を拒む者の歪曲の指標」と題して編集部に反論の文章を送り、掲載と事情説明を要求したが、編集部は要求を拒否し、井川だけの原稿を返送してきたという。
2020年12月1日、令和2年度外務大臣表彰を受賞。

## 著書
- 『カンボジア黙示録』田畑書店　1981
- 『世紀末症候群――ノスタルジー現象は破局の前兆』太陽企画出版　1988
- 『このインドシナ――虐殺・難民・戦争』連合出版　1980、1985、1989

## 翻訳
- 『戦争の悲しみ』バオニンめるくまーる1997

## 参考
- 『戦争の悲しみ』

## 関連人物
- 本多勝一-　朝日新聞同僚。
- 鵜戸口哲尚-　論敵。